# Munina
Munina est une localité polonaise de la gmina et du powiat de Jarosław en voïvodie des Basses-Carpates.
Elle est desservie par une station de la ligne ferroviaire 91 Cracovie-Medyka, station d'où part la ligne 101 vers Hrebenne.

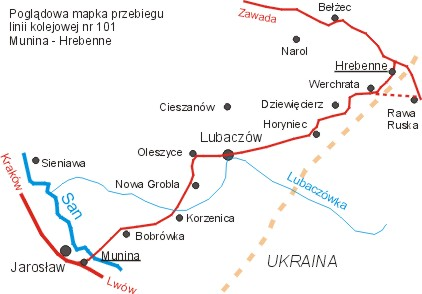
Plan de la ligne 101. Munina se trouve en bas à gauche.